# Passagem Secreta
Passagem Secreta é um filme de drama brasileiro de 2022 dirigido por Rodrigo Grota a partir de um roteiro de Roberta Takamatsu. O filme conta a história de uma menina que ao entrar em um parque de diversão para salvar um de seus amigos, descobre segredos sobre sua verdadeira identidade. É protagonizado por Luiza Quintero e conta com participações de Fernando Alves Pinto e Arrigo Barnabé.

## Sinopse
Alice (Luiza Quintero) é uma jovem menina forçada a se mudar para uma pequena cidade para morar com seu tio devido a problemas em casa. Nessa nova cidade, ela acaba fazendo um grupo de amigos e conhecendo várias pessoas novas. A partir desse encontro de amigos, ela descobre um portal mágico em um parque de diversões. Ao invadir tal parque para salvar um amigo perdido, Alice começa a descobrir segredos sobre sua verdadeira identidade. Agora ela precisará fazer escolhas difíceis e enfrentar perigos desconhecidos.

## Elenco
- Luiza Quintero como Alice
- Sofia Cornwell como Sofia
- João Guilherme Ota como Vico
- Arrigo Barnabé como Rui
- Fernando Alves Pinto como Heitor
- Andréa Finck como Policial
- Rodrigo Guedes como Murilo
- Letícia Conde como Felipa
- Tiago Daniel como Hugo/Orelha
- Sandra Parra como Laura
- Nádia Quinteiro como Raquel

## Produção
O filme dirigido por Rodrigo Grota e produzido por Guilherme Peraro, já a escrita do roteiro é assinada por Roberta Takamatsu. O filme é a terceira produção da empresa Kinopus Produtora, sediada em Londrina, no Paraná. 

## Lançamento
Passagem Secreta foi selecionado para a mostra oficial da Mostra de Cinema de Tiradentes, em Minas Gerais, sendo exibido em janeiro de 2021. Somente foi lançado no circuito comercial no Brasil a partir de 27 de janeiro de 2022.

## Recepção

### Resposta dos críticos
O filme teve uma recepção morna entre os críticos especializados. Escrevendo para o website Papo de Cinema, o crítico Bruno Carmelo disse que "Passagem Secreta resulta num filme repleto de vontades, de imagens e de referências queridas. Percebe-se o afeto do diretor por cada cena, cada espaço realista ou fabular. No entanto, é necessário encontrar uma coesão dentro deste conjunto. Além disso, o cinema infantojuvenil precisa de dissociar do tom aprazível e conformista: o crescimento constitui um ato de violência, e os melhores filmes infantis são aqueles capazes de representar a complexa psique das crianças, ao invés de torná-las meros personagens de uma fantasia adulta."
Matheus Mans, do website Esquina da Cultura, definiu o longa como um "filme fora de tom que não encontra seu público". Ele ainda disse que "Passagem Secreta é um sopro de originalidade em um gênero pouquíssimo explorado no Brasil e que poderia, aqui, mostrar que há vida para além dos filmes de D.P.A.: Detetives do Prédio Azul. Talvez um pouquinho mais de coesão e foco, sem abraçar exageradamente o bizarro e sobrenatural, poderia ter feito desse um dos mais originais do ano."

### Prêmios e indicações
| Ano  | Associações           | Categoria              | Nomeações      | Resultado | Ref.  |
| ---- | --------------------- | ---------------------- | -------------- | --------- | ----- |
| 2021 | Inhapim Cine Festival | Melhor Trailer         | Rodrigo Grota  | Venceu    | [ 4 ] |
| 2021 | Inhapim Cine Festival | Melhor Atriz Revelação | Luiza Quintero | Venceu    | [ 4 ] |